# Харчев, Константин Михайлович
Константи́н Миха́йлович Ха́рчев (род. 1 мая 1934, Горький) — советский и российский государственный деятель, дипломат. Чрезвычайный и полномочный посол.
Председатель Совета по делам религий при Совете Министров СССР (1984—1989). Профессор кафедры международного права Российского государственного университета правосудия; кандидат экономических наук. Главный советник Департамента МИД по связям с субъектами Российской Федерации.

## Биография
Родился 1 мая 1934 года в городе Горьком.
С трёхлетнего возраста и до окончания семилетней школы в 1948 году воспитывался в детском доме.
В 1953 году с отличием окончил Рижское мореходное училище; в 1958 году — Владивостокское высшее мореходное училище.
В 1961—1964 годах — первый секретарь Владивостокского горкома ВЛКСМ.
В 1967 году окончил Академию общественных наук при ЦК КПСС с защитой диссертации и присуждением учёной степени кандидата экономических наук.
Затем на партийной работе: первый секретарь Фрунзенского райкома КПСС г. Владивостока (1967—1969), первый секретарь Владивостокского горкома КПСС (1969—1972), секретарь Приморского крайкома КПСС по идеологии (1972—1978).
С 1978 по 1980 год — учёба в Дипломатической академии МИД СССР.
В 1980—1984 годах — чрезвычайный и полномочный посол СССР в Кооперативной Республике Гайана.
В ноябре 1984 года был назначен председателем Совета по делам религий при Совете министров СССР. Как отмечал сам Харчев, поскольку государство использовало Церковь для своей внешнеполитической деятельности, то «когда в 1984 году встал вопрос о поиске нового председателя Совета по делам религий, одним из основных требований к кандидату было <…> чтобы тот „обязательно имел опыт внешнеполитической работы, желательно в ранге дипломата“».
По словам Харчева, именно он в 1986 году предложил для укрепления внешнеполитического имиджа Советского Союза широко отпраздновать 1000-летие крещения Руси: «СССР к тому времени нужна была помощь Запада, так как у страны возникли проблемы с экономикой, начали все больше и больше брать за рубежом деньги в долг. У руководства государства сформировалось мнение, что с точки зрения внешнеполитических задач и укрепления позиций КПСС внутри государства надо изменять политику в отношении Церкви».
По свидетельству протоиерея Николая Владимировича Соколова, работавшего в 1980-е годы в Московской патриархии референтом патриарха Пимена (Извекова), Харчев был первым в должности председателя СДР, кто в частных разговорах начал обращаться к патриарху по титулу; кроме того, по воспоминаниям Соколова, канонизация патриарха Тихона (Беллавина) Московским патриархатом в октябре 1989 года была инициирована Харчевым вскоре по его назначении на должность председателя СДР — непосредственно в ходе разговора с патриархом Пименом (Извековым) (как «восстановление его доброго имени»).
Под председательством Харчева Совет зарегистрировал почти две тысячи религиозных организаций, содействовал передаче им культовых зданий и имущества, осуществлял упорядочивание нормативной основы, включая отмену секретных циркуляров 1960-х годов. На вопрос, почему он, член КПСС, долголетний секретарь Приморского крайкома партии, стал вдруг открывать церкви, праздновать 1000-летие и вызывать этим недовольство политбюро, Харчев сегодня отвечает: «Мы просто возвращались к ленинским нормам жизни. Вы же помните, перестройка начиналась под этим лозунгом. Да и в нашей конституции, сталинской, было сказано: верующие имеют право. Вот мы и стали делать так, как написано».
Сам Харчев так объяснял своё снятие с должности в июне 1989 года: «Идеология борьбы с религией себя к этому времени уже изжила, хотя наши действия, разумеется, встречали яростное сопротивление со стороны сотрудников отдела пропаганды ЦК КПСС и всей многомиллионной армии тех, кто тогда кормился от атеистической пропаганды. В итоге им удалось в 1989 году добиться моего снятия с поста председателя Совета по делам религий, хотя формально это произошло из-за письма в ЦК от членов Священного Синода, в котором меня обвиняли во всех возможных прегрешениях.».
В 1989—1990 годы — эксперт Управления стран Ближнего Востока и Северной Африки МИД СССР.
11 сентября 1990 года указом президента СССР назначен чрезвычайным и полномочным послом СССР в Объединённых Арабских Эмиратах. После распада СССР стал послом России в этой стране.
15 августа 1992 года указом президента России освобождён от должности посла Российской Федерации в ОАЭ.
После ликвидации КПСС не стал вступать в КПРФ, объяснив это так: «Я туда не пойду; это не КПСС. Я однолюб».
С 1993 по 1998 год работал в центральном аппарате Министерства иностранных дел Российской Федерации: главный советник Департамента по связям с субъектами Российской Федерации, парламентом и общественно-политическими организациями МИД России.
Занимается преподавательской деятельностью; профессор кафедры международного права Российского государственного университета правосудия.